# Сеппа, Анита
Анита Сеппа (эст. Anita Seppa; 19 октября 1966, Таллин) — советская и эстонская шашистка. Участница чемпионата мира (2003 - 14 место). Мастер ФМЖД среди женщин. Чемпионка Эстонии (1998-2000, 2002).
FMJD-Id: 10398